# Batak
Batak (bulharsky Батак) je město v Bulharsku, ležící ve středním Bulharsku v Západních Rodopech. Jde o správní středisko stejnojmenné obštiny a má přibližně 2 700 obyvatel.

## Historie
Sídlo je starobylé a původně neslo jméno Batevo (Батево), patrně po „bratrských“ uprchlících před Osmany. Po dobytí země Turky bylo v roce 1592 zaznamenáno jako Batak, nejspíše podle tureckého názvu pro močál, který leží severozápadně od města. Po porážce Dubnového povstání byli zdejší občané odzbrojeni a následně turecké jednotky skládající se z bašibozuků (nepravidelné oddíly Pomaků, Arnautů, Čerkesů a Kabylů) pozabíjely všechny zdejší křesťany včetně žen a dětí, celkem přes 2 tisíce lidí (jiné zdroje uvádí až 3 500 obětí masakru v Bataku). Evropskou veřejností to zásluhou novinářů zejména ve Francii a Rusku otřáslo. Tento masakr byl také jednou z příčin rusko-turecké války v letech 1877-1878, která vedla k nezávislosti Bulharska. Zdejší kostel svaté Dominiky (света Неделя) byl po osamostatnění Bulharska přeměněn na památník mučedníků a místo něj byl postaven chrám zesnutí přesvaté Bohorodice podle návrhu českého inženýra Josefa Schnittera. Batak je městem od roku 1964.

## Obyvatelstvo
K 15. září 2024 ve městě žilo 2 681 obyvatel a bylo zde trvale hlášeno 2 842 obyvatel. Podle sčítání 1. února 2011 bylo národnostní složení následující:
- Bulhaři: 3 087 (96.8 %)
- Romové: 90 (2.8 %)
- Turci: 12 (0.4 %)